# Ирука Умино (Наруто)
Ирука Умино (на японски: うみの　イルカ) е герой от японската аниме/манга поредица Наруто, създадена от Масаши Кишимото.
Ирука е интруктор в Нинджа Академията. Той се разпознава по отличителния белег напречно на лицето му, който има от детството си. Когато е бил млад неговите родители са били убити от Деветоопашатата лисица-демон, но Ирука не изпитва омраза към човека, в който е затворена лисицата - Наруто Узумаки. Всъщност Ирука е един от малкото хора в началото на сериите, който цени Наруто като човек, приобщавайки се към методите на Наруто да спечели внимание. Той, също като Наруто, е бил принуден да израсне без родители и е бил социално изолиран. Той се асоциира с него именно заради това и в същото време поема ролята на бащина фигура в живота на Наруто. След като Наруто става нинджа, Ирука започва да го подценява и се опитва да го пази непрекъснато, но след време съзнава, че Наруто има всички качества да стане велика нинджа.
Когато Масаши Кишимото за пръв път прави дизайна на Ирука му прави „зли“ очи и остри скули. Накрая решава да направи по-младо и спокойно лицето на Ирука.
Въпреки липсата на много появи в анимето Ирука винаги се появява сред „Десетте най-популярни” в класацията за гласуване на Шонен Джъмп.